# Dennis Erdmann
Dennis „Earthman“ Erdmann (* 22. November 1990 in Frechen) ist ein deutscher Fußballspieler.

## Karriere
Erdmann begann seine aktive Karriere als Fußballspieler in der Jugend bei der SpVgg Balkhausen-Brüggen-Türnich 1919. 2006 wechselte er zur Jugend des Blau-Weiß Kerpen. In den Spielzeiten 2010/11 und 2011/12 war er für den SC Brühl 06/45 und den SV Bergisch Gladbach 09 aktiv. Von 2012 bis 2014 bestritt er 55 Pflichtspiele (4 Tore) in der Regionalliga West für die zweite Mannschaft des FC Schalke 04.
Im Jahre 2014 wechselte er ablösefrei in die 3. Liga zu Dynamo Dresden. Am 26. Juli 2014 absolvierte er beim 2:1-Sieg von Dynamo Dresden gegen VfB Stuttgart II sein erstes Pflichtspiel in der 3. Liga. Für bundesweite Schlagzeilen sorgte Erdmann beim DFB-Pokalspiel am 3. März 2015 gegen Borussia Dortmund (0:2). Abseits des Spielgeschehens foulte er den Dortmunder Marco Reus und verharmloste im Anschluss das Foul: „Er ist mir gegen das Knie gelaufen und hat sich dabei einen Pferdekuss geholt“.
BVB-Manager Michael Zorc äußerte daraufhin: „Der tritt ihn vom Platz, obwohl der Ball überhaupt nicht in der Nähe war. Solch ein Spieler hat auf dem Fußballplatz nichts zu suchen, nicht mal in der Kreisklasse.“ Der Verein Dynamo Dresden entschuldigte sich umgehend bei Reus und Borussia Dortmund. Kurze Zeit später entschuldigte sich auch Erdmann öffentlich. Reus verzichtete trotz Aufforderung der Staatsanwaltschaft auf eine Anzeige wegen gefährlicher Körperverletzung gegen Erdmann. Erdmanns bis 2016 laufender Vertrag wurde nach Ende der Saison 2014/15 vorzeitig aufgehoben. Seinen letzten Einsatz für Dynamo hatte er am 26. April im Spiel gegen den MSV Duisburg (0:2).
Für die Saison 2015/16 unterzeichnete er einen für zwei Jahre laufenden Vertrag beim Drittligisten Hansa Rostock. Sein Debüt für Rostock gab er am 1. Spieltag im Heimspiel gegen den SV Werder Bremen II (1:2), sein erstes Pflichtspieltor für die Mecklenburger gelang ihm am 28. Spieltag gegen Holstein Kiel zum entscheidenden 1:0. Erdmann brachte es in seiner ersten Saison in Rostock auf 32 Ligaeinsätze und ein DFB-Pokalspiel (1. Runde gegen den 1. FC Kaiserslautern 4:5 n. E.). Zudem wurde er vier Mal im Landespokal Mecklenburg-Vorpommern eingesetzt, den er mit Hansa im Finale gegen den FC Schönberg 95 nach Elfmeterschießen (4:3) auch gewann.
Beim Auswärtsspiel in Wiesbaden (1:1) am 25. November 2016 zog sich Erdmann nach einem Zweikampf mit Gegner Philipp Müller, der im Flug Erdmann seinen Schuh ins Gesicht rammte, einen siebenfachen Nasenbeinbruch sowie eine Quetschung des Augennervs zu. Blutüberströmt wurde er daraufhin in der 31. Spielminute durch Trainer Christian Brand ausgewechselt. Nach zwei Jahren und 73 Pflichtspielen für Hansa Rostock, in denen er drei Tore erzielte, endete die Zusammenarbeit in Rostock zum Ende der Saison 2016/17.
Er wechselte daraufhin zum 1. FC Magdeburg, mit welchem er in seiner Debütsaison den Aufstieg in die 2. Bundesliga feierte. Nachdem er in der Folgesaison mit dem Verein aus Sachsen-Anhalt wieder abstieg, wechselte Erdmann im Juni 2019 zum TSV 1860 München. Bei den Münchnern, mit denen er in der 3. Liga spielte, konnte er in der Saison 2019/20 den Bayerischen Toto-Pokal gewinnen, der Aufstieg in die 2. Bundesliga wurde aber nicht erreicht. Sein bis zum 30. Juni 2021 laufender Vertrag wurde nicht verlängert.
Zur Saison 2021/22 unterschrieb Erdmann einen Zweijahresvertrag beim Drittligakonkurrenten 1. FC Saarbrücken. Bereits in der Winterpause wurde der Vertrag nach 9 Drittligaeinsätzen auf „ausdrücklichen Wunsch“ von Erdmann wieder aufgelöst. Als Grund nannte er, dass es ein Traum von ihm sei, in den USA zu spielen.
Anfang Januar 2022 schloss sich der 31-Jährige den Colorado Springs Switchbacks aus der USL Championship an. Hier kam er bis zum Sommer 2023 auf 24 Ligaeinsätze. Nachdem sein Vertrag in Colorado Springs im Dezember 2023 geendet hatte, blieb er für über ein halbes Jahr vereinslos und schloss sich Ende Juli 2024 El Paso Locomotive an, für die er jedoch kein Spiel bestritt und nach der Saison 2024 wieder vereinslos war.

## Erfolge
- Landespokalsieger Mecklenburg-Vorpommern 2015/16 und 2016/17 (mit Hansa Rostock)
- Aufstieg in die 2. Bundesliga 2017/18 (mit dem 1. FC Magdeburg)
- Gewinn des Bayerischen Toto-Pokals: 2019/20 (mit dem TSV 1860 München)

## Sonstiges
Zusammen mit dem Rostocker Label „Hauptbild Makellos“ brachte Erdmann im November 2016 seine eigene Modekollektion auf den Markt.
Erdmann trug beim 1. FC Saarbrücken seinen Künstlernamen „Earthman“, den er offiziell beim Einwohnermeldeamt als Pseudonym eintragen ließ, auf dem Trikot.
Im September 2021 wurde Erdmann vom DFB-Sportgericht wegen „krass sportwidrigen Verhaltens“ mit einer Sperre von acht Wochen und einer Geldstrafe in Höhe von 3000 Euro belegt. Ihm wurde die rassistische Beleidigung eines Gegenspielers im Spiel gegen den 1. FC Magdeburg zur Last gelegt.